# Camponotus tristis
Camponotus tristis é uma espécie de inseto do gênero Camponotus, pertencente à família Formicidae.